# Hekabe
Hekabe er i græsk mytologi kong Priamos' yndlingshustru og mor til bl.a. Hektor, Paris, Deifobos, Kassandra og Creusa.
Hekabe var datter af Frygiens konge Dymas og blev i en ung alder giftet bort til Priamos. Hende skæbne efter Trojas fald er gengivet i flere versioner: 
1. hun bliver slave for Odysseus, men undslipper ved Apollons hjælp.
2. hun bliver sindssyg efter at have set sine sønner dræbt
3. hun bliver solgt som slave.